# Maszoréták
A maszoréták a héber Biblia szövegének ókori és kora középkori zsidó értelmezői, szövegkritikusai voltak. 
A Biblia héber szövegének a történetében új szakaszt nyit a maszoréták tevékenysége az i. sz. 6. századtól. Virágkora Palesztina: kb. a 750-1000 közötti időszak. Munkásságukra ösztönzőleg hatott a 8. századtól a karaiták mozgalma, akik nem fogadták el a rabbinikus hagyományt, hanem csak a Bibliát fogadták el kizárólagos vallási tekintélynek! A maszoréták Babilónban, Sura, Nehardea Pumpedita központokban dolgoztak, ők voltak a Kelet maszorétái, valamint Palesztinában (Nyugat maszorétái), ahol a Tiberiás maszorétáinak jelentősége kiemelkedő. Közülük a Ben Aser család és a Ben Naftáli jelentősége kiemelkedő. A maszoréták a kánoni héber szöveget a legapróbb részletekig meghatározták. Munkásságuk felöleli a szöveghez fűzött kritikai elveket, megfigyeléseket és javításokat. Legfontosabb teljesítményük a punktáció.  
Megnevezésük (baalé hammeszórá, héberül: בעלי המסורה) a héber mászar igéből származik, aminek a jelentése: átad, hagyományoz. A maszoréták zsidó szövegkritikusok ill. a maszóra tudósai voltak. Céljuk a Szentírás héber szövegének (beleértve a helyesírást, olvasást és értelmezést is) egységesítése és rögzítése volt, ők gondoskodtak arról, hogy az Ószövetség régi szövege megmaradjon, és ne romoljon. Ők vezették be a héber írás pontozással történő magánhangzó-jelölését. 
Kezdetben másolóknak, később pontozóknak is nevezték őket. A tibériási és a babilóniai hagyomány alapján két csoportba oszthatók. Különösen nagy tekintélye volt a ben Áser családnak Tibériásban. Hatásuk 1000 körül a córdobai kalifátuson keresztül Európára is kiterjedt, s főként a héber kiejtésben érvényesült. Maimonidész (Mose ben Maimun) közvetítésével Áron ben Móse ben Áron szövege lett a mérvadó.